# Bussola Versilia

Mia Martini in un concerto alla Bussola di Focette il 5 agosto 1975

La Bussola (Bussola Versilia dal 2007) è un locale notturno toscano sul lungomare di Marina di Pietrasanta, presso la località Le Focette, fondato da Sergio Bernardini nel 1955. Insieme alla Capannina sita nel comune di Forte dei Marmi è uno dei locali più popolari della Versilia a partire dagli anni sessanta.

## Storia

### La Bussola di Focette
Il locale fu realizzato nell'immediato dopoguerra per iniziativa dell'imprenditore pratese Alpo Benelli. Dopo alcuni anni di poca fortuna, il proprietario decise di affidarne la gestione con vendita a Sergio Bernardini, che aveva già portato al successo diversi locali della zona. La prima serata della Bussola a gestione Bernardini fu il 4 giugno 1955, con l'orchestra di Renato Carosone. 
Il locale divenne ben presto uno dei locali più prestigiosi nel panorama dello spettacolo italiano e internazionale, trascinato dai nomi di grido degli artisti che si esibivano, dal bel mondo di industriali e celebrità che lo frequentavano e dal boom turistico della Versilia.
Tra gli italiani si menzionano musicisti e interpreti come: Ornella Vanoni, Luciano Tajoli, Gino Paoli, Fred Bongusto, Fabrizio De André (al suo primo concerto pubblico), Adriano Celentano, Raffaella Carrà, Marcella Bella, Patty Pravo, Loretta Goggi, Milva, Mia Martini e soprattutto Mina, che vi cantò diciottenne nel 1958 e che vi tenne una serie di concerti tra il 1962 e il 1978.
Tra gli artisti internazionali spiccano i nomi di Aretha Franklin, Ray Charles, Juliette Gréco, Ella Fitzgerald, Shirley Bassey, Miles Davis, Ginger Rogers, Louis Armstrong, Marlene Dietrich, Dalida, Joséphine Baker, Tom Jones, Wilson Pickett, Frankie Laine, The Platters, Duke Ellington, Chet Baker, João Gilberto.

#### Capodanno 1968

La Bussola nel 1969

Il 31 dicembre 1968 la contestazione del Movimento Studentesco prende di mira la Bussola di Focette, molto frequentata e alla moda in quegli anni. La situazione è piuttosto tesa fin dalle prime ore della serata. Migliaia di contestatori assediano il locale in cui dovranno esibirsi Fred Bongusto e la cantante inglese Shirley Bassey, con al seguito una grande orchestra. Alla carica dei carabinieri, la protesta degenera in scontri che durano tutta la notte. Alla fine i feriti saranno quattordici, tra cui lo studente Soriano Ceccanti, colpito da un colpo d'arma da fuoco alla base del collo, probabilmente mentre si trovava sulla prima barricata ed era piegato in avanti; Ceccanti resterà paralizzato.
La Bussola ebbe un notevole sviluppo per tutto il periodo finale del XX secolo, fino alla morte di Sergio Bernardini (4 ottobre 1993).
Nell'agosto 2007 La Bussola venne chiusa per rumori notturni molesti, ma già tra il settembre e l'ottobre dello stesso anno fu inaugurato il nuovo corso de la Bussola: la Bussola Versilia.

### Dalla Bussola di Focette alla Bussola Versilia
Il 6 ottobre 2007 la Bussola di Focette cambia il nome in Bussola Versilia. Il locale ha una duplice veste: invernale con due sale disposte su due piani, una tendenzialmente più improntata alla musica elettronica, l'altra più commerciale e revival; estiva con l'intera discoteca tra bordo piscina, giardino e spiaggia con due piste, una commerciale, con sfumature house, l'altra revival dedicata al pubblico più adulto.
Dopo oltre due anni di chiusura, la Bussola Versilia è stata riaperta nel giugno 2015 in versione estiva.

## Bussolotto
Attiguo alla Bussola, Bernardini aprì Il Bussolotto, locale ricavato nei piani superiori della Bussola, ma dedicato alla musica jazz, che ospitò – nel 1960 – Chet Baker e dove, fra gli altri, si esibì diverse volte Romano Mussolini.

## Bussoladomani
Nel 1976 Bernardini diede vita a Bussoladomani, il primo teatro tenda più grande d'Italia in quel periodo , non molto distante, a Lido di Camaiore e costituito da una tensostruttura, adatto a spettacoli quali concerti ed esibizioni maggiori. Nel primo anno la Bussoladomani fu aperta solo per i mesi di luglio, agosto e i primi giorni del mese di settembre. Più lungo il periodo del 1977 allorché vi furono numerose esibizioni teatrali dal mese di maggio fino all'estate. Fu qui che nell'estate del 1978 Mina diede il suo addio alle scene con una serie di concerti live.

Mina durante il suo ultimo concerto dal vivo a Bussoladomani, 23 agosto 1978

Bussoladomani vide tra gli altri anche rappresentazioni di artisti come Barry White, Liza Minnelli, Frank Zappa, Luciano Tajoli, Raffaella Carrà, Renato Zero, Mike Oldfield, Joe Cocker, James Brown, Dionne Warwick Gilbert Bécaud, Rockets, e degli emergenti quali Gianna Nannini., Alberto Fortis, Marco Ferradini e Vasco Rossi. Bussoladomani successivamente si sviluppò più come luogo di rappresentazioni teatrali che di rappresentazioni canore.
Bussoladomani fu successivamente chiusa e il tendone demolito nel 2000. 
L'area dell'ex Bussoladomani fu acquisita al patrimonio del comune di Camaiore in seguito a un'operazione di attuazione di un comparto edilizio per il quale era prevista la facoltà di ampliamento dello stabilimento di Esselunga di Lido di Camaiore da parte dell'impresa commerciale ma a condizione che la stessa cedesse al comune tutti i terreni della vecchia tenuta Rolandi-Ricci (poi, proprietà dei Benelli), fra i quali rientrava l'area prescelta da Sergio Bernardini.
Fra il 2002 e il 2008 l'area, liberata dal tendone, è caduta in totale abbandono. 
L'area fu poi oggetto di una proposta privata per la realizzazione di un'operazione di conversione in area residenziale e commerciale, passata a convenzione nel 2008. Un processo penale, che coinvolgeva imprenditori e un dirigente comunale, ha poi sancito – in primo grado – che l'operazione di project financing era stata frutto di un episodio di corruzione e turbativa d'asta.
Il 25 febbraio 2016 il comune di Camaiore, dopo aver registrato marchi e domini della denominazione Bussoladomani, ha presentato il progetto di ricostruzione dell'area per realizzare un'arena per eventi di spettacolo o sport, in grado di ospitare cinquantamila persone. 
Dal giugno del 2022 nel rinato Parco Bussoladomani ha luogo festival musicale La Prima Estate. Fra i concerti ospitati, l'unica data in Italia dei Duran Duran. Nel 2023, oltre ai Nu Genea e Jamiroquai, il festival ospita l'unica data italiana del tour 2023 di Lana Del Rey e l'esibizione dei The Chemical Brothers nell'ambito del Lucca Summer Festival.

## La Bussola nella cultura di massa
- Nel film La congiuntura di Ettore Scola (1965) il protagonista Vittorio Gassman in viaggio da Roma alla Svizzera si ferma alla Bussola, dove sul palco si esibisce il gruppo beat I Kings[18].

- Nel 2023 viene realizzato un documentario sulla vicenda della Bussola e del suo creatore Sergio Bernardini, dal titolo La Bussola - Il collezionista di stelle diretto da Andrea Soldani[19].